# Kursujärvi (Pajala socken, Norrbotten, 750002-181270)
Kursujärvi är en sjö i Pajala kommun i Norrbotten och ingår i Torneälvens huvudavrinningsområde. Sjön har en area på 0,258 kvadratkilometer och ligger 181,6 meter över havet.
Sjön ligger i naturreservatet Kursujärvi.

## Delavrinningsområde
Kursujärvi ingår i det delavrinningsområde (750020-181359) som SMHI kallar för Mynnar i Kaunisjoki. Medelhöjden är 243 meter över havet och ytan är 54,17 kvadratkilometer. Det finns inga avrinningsområden uppströms utan avrinningsområdet är högsta punkten. Vattendraget som avvattnar avrinningsområdet har biflödesordning 4, vilket innebär att vattnet flödar genom totalt 4 vattendrag innan det når havet efter 267 kilometer. Avrinningsområdet består mestadels av skog (54 procent) och sankmarker (45 procent). Avrinningsområdet har 0,34 kvadratkilometer vattenytor vilket ger det en sjöprocent på 0,6 procent.